# Pablo Angeles David

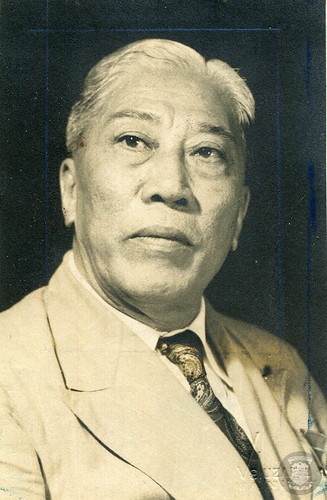
Pablo Angeles als senator

Pablo Angeles David (Bacolor, 17 augustus 1889 – Quezon City, 16 mei 1965) was een Filipijns politicus. David was onder meer gouverneur van Pampanga en lid van het Huis van Afgevaardigden en de Senaat.

## Biografie
Pablo Angeles David werd geboren in Bacolor in de provincie Pampanga als zoon van Carlos Angeles en Ceferia David. Zijn vader was lid van de Katipunan en had een Spaanse academie, waar hij bovendien doceerde. Diverse van zijn studenten werden later landelijk bekend, zoals rechter Jose Gutierrez David, Nicolas Dayrit en Benigno Aquino sr.. Pablo zelf ging van 1900 tot 1901 naar de privéschool van Medesto Joaquin en voltooide in 1906 het Liceo de Manila. Daarna studeerde hij rechten aan de Escuela de Derecho. In 1910 behaalde hij zijn bachelordiploma rechten en slaagde hij tevens voor het toelatingsexamen voor de Filipijnse balie (bar exam). Hij was na zijn toelating tot de Filipijnse balie de jongste praktiserende advocaat van de Filipijnen.
In 1912 werd David benoemd als Justice of Peace van zijn geboortedorp Bacolor. Een jaar later volgde een benoeming tot deputy provincial fiscal. In 1916 werd hij voor drie jaar gekozen als provinciaal raadslid. In 1918 was hij bovendien voorzitter van de lokale verkiezingsraad. In 1919 werd hij gekozen als afgevaardigde namens het eerste kiesdistrict van Pampanga. Bij de verkiezingen van 1931 werd hij gekozen als gouverneur van Pampanga, waarna hij in verkiezingen van 1934 werd herkozen.
Na de Japanse bezetting in de Tweede Wereldoorlog was David van 1945 tot 1947 opnieuw gouverneur van Pampanga. Bij de verkiezingen van 1947 werd hij daarna gekozen als lid van de Filipijnse Senaat. Als senator stond hij bekend om zijn vurige uiteenzettingen. Zo viel hij in 1950 president Elpidio Quirino aan op zijn uitspraak dat de Hukbalahaps waren uitgeroeid.